# カルロス・リカルド・ディアス
カルロス・リカルド・ディアス（Carlos Ríchard Díaz, 1979年2月4日 - ）は、ウルグアイ出身の元サッカー選手。元ウルグアイ代表。ポジションはディフェンダー。

## 経歴
FIFA U-20ワールドカップに2度出場した。